# Thomas Warton
Thomas Warton (Basingstoke, 9 de enero de 1728 - Oxford, 21 de mayo de 1790) fue un escritor británico perteneciente al grupo de los llamados poetas de cementerio.

## Vida
Warton nació en Basingstoke, Hampshire, Inglaterra, el hijo del poeta Thomas Warton (1688 - 1745) y hermano menor de Joseph Warton. De joven, Warton demostró gran predilección hacia escribir poesía, una habilidad que seguiría desarrollando toda su vida. De hecho, Warton tradujo uno de los epigramas de Marcial a los nueve años de edad y escribió The Pleasures of Melancholy a los diecisiete años.
Primeramente, su educación vino de parte de su padre. Luego, a los dieciséis años de edad, se matriculó en el Winchester College, moviéndose luego al Trinity College, Oxford. él se graduó de Oxford en 1747.

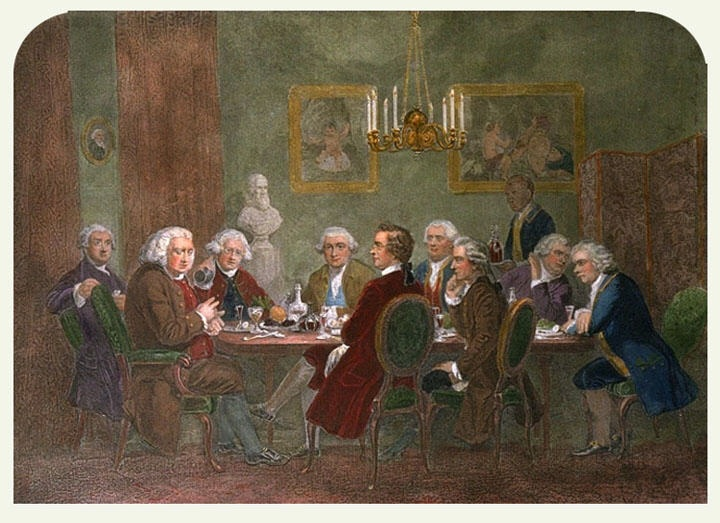
Una fiesta literaria en la casa de Sir Joshua Reynolds - 1781. La pintura muestra a los amigos de Reynolds, incluyendo a Warton - muchos de ellos fueron miembros de "The Club".

Entre muchas contribuciones, Warton, junto con su hermano, estuvo entre los primeros en argumentar que Sir Thopas, por Geoffrey Chaucer, era una parodia. Warton contribuyó al proyecto general del resurgimiento de la balada. Él fue un seguidor de la poesía de Thomas Gray, un hecho que Samuel Johnson satirizó en su parodia.
- Datos: Q1971218
- Multimedia: Thomas Warton / Q1971218